# Chotěšice
Chotěšice är en ort i Tjeckien.   Den ligger i regionen Mellersta Böhmen, i den centrala delen av landet, 60 km öster om huvudstaden Prag. Chotěšice ligger 213 meter över havet och antalet invånare är 323.
Terrängen runt Chotěšice är platt. Runt Chotěšice är det ganska glesbefolkat, med 45 invånare per kvadratkilometer. Närmaste större samhälle är Jičín, 18,5 km norr om Chotěšice. Trakten runt Chotěšice består till största delen av jordbruksmark.